# Pinahat
Pinahat là một thị xã và là một nagar panchayat của quận Agra thuộc bang Uttar Pradesh, Ấn Độ.

## Địa lý
Pinahat có vị trí 26°53′B 78°23′Đ / 26,88°B 78,38°Đ Nó có độ cao trung bình là 135 mét (442 feet).

## Nhân khẩu
Theo điều tra dân số năm 2001 của Ấn Độ, Pinahat có dân số 17.028 người. Phái nam chiếm 53% tổng số dân và phái nữ chiếm 47%. Pinahat có tỷ lệ 52% biết đọc biết viết, thấp hơn tỷ lệ trung bình toàn quốc là 59,5%: tỷ lệ cho phái nam là 64%, và tỷ lệ cho phái nữ là 39%. Tại Pinahat, 20% dân số nhỏ hơn 6 tuổi.